# Bernardo Caraballo
Bernardo Caraballo (Cartagena de Indias, 1 de enero de 1942-Cartagena de Indias, 20 de enero de 2022) fue el primer boxeador colombiano en aparecer en el ranking mundial y el primero en disputar un título mundial.

## Carrera profesional
Debutó como profesional contra Carlos Angulo en 1961, ganando por nocaut. Después de una racha de victorias y de su triunfo en dos oportunidades sobre el boxeador venezolano Ramón Arias el 2 de diciembre de 1961 en Cartagena, Caraballo fue tenido en cuenta por la National Boxing Asociation -NBA- para ser clasificado. En efecto, en julio de 1962, apareció clasificado en el ranking mundial de la NBA, como 9 mosca, convirtiéndose en el primer boxeador colombiano en figurar en un escalafón universal dentro de los 10 primeros. Así se publicó el escalafón de ese entonces en las 112 libras:
Peso mosca - Campeón: Pone Kingpetch (Tailandia)
1. Sadao Yaoita (Japón)
2. Pascual Pérez (Argentina)
3. Ramón Arias (boxeador) (Venezuela)
4. Salvatore Burruni (Italia)
5. Horacio Accavallo (Argentina)
6. Mimun Ben Alí(España)
7. Kye Noguchi (Japón)
8. Ray Pérez (México)
9. Bernardo Caraballo (Colombia)
10.Chucho Hernández (México)
Se mantuvo invicto hasta cuando recibió la oportunidad de disputar el campeonato mundial gallo al brasileño Eder Jofre. La pelea Jofre-Caraballo dividió en dos la historia del boxeo colombiano, ya que fue la primera pelea por campeonato mundial realizada en Colombia y con un colombiano como protagonista. El 27 de noviembre de 1964 fue derrotado por el campeón brasileño en siete asaltos. La contienda se llevó a cabo en Bogotá en el estadio de fútbol Nemesio Camacho y fue organizada por el promotor griego Georges Parnassus. Tras la derrota ante Jofre, Bernardo Caraballo continuó su camino y el 4 de julio de 1967 obtuvo la oportunidad de enfrentar al campeón japonés Fighting Harada, perdiendo por puntos en una decisión discutida.

## Retiro
Enfrentó a lo mejor de su generación en los pesos moscas, gallos y plumas. Fue campeón colombiano en tres divisiones, lo cual lo llevó a ser el primer ídolo del boxeo en Colombia. Después de la derrota ante Harada, Caraballo fue excluido del ranking mundial, sitio al cual jamás regresó. En 1977, luego de perder seis combates de forma consecutiva, Bernardo Caraballo se retiró con una marca de 84-18-6, para un total de 108 peleas a nivel profesional. Su carrera tuvo un total de 16 años, tuvo 70 rivales no colombianos y combatió en 8 países diferentes. Después del retiro se incorporó a Colpuertos, empresa estatal colombiana administradora de los puertos fluviales y marítimos, donde obtuvo su jubilación. Caraballo vivió los últimos años de su vida en el barrio Torices de la ciudad de Cartagena.